# Penetration (Band)
Penetration (nach dem gleichnamigen Stooges-Song) ist der Name einer der ersten britischen Punk-Rock-Bands, die von 1976 bis 1979 bestand. Seit 2001 ist die Band wieder aktiv.

## Geschichte

### Vorgeschichte (1975–76)
Der Besuch eines Roxy-Music-Konzertes in Newcastle im Oktober 1975 inspirierte den 17-jährigen Gitarristen Gary Chaplin aus der nordenglischen Kleinstadt Ferryhill eine eigene Band zu gründen. Mit dem Sohn eines Musiklehrers am Bass und dem ebenfalls 17-jährigen Steve Jacobs am Schlagzeug begann man im örtlichen Jugendzentrum zu proben.

### Anfänge als Punkband (1976–78)
Im Oktober 1976 fragte Chaplin die 18-jährige Büroangestellte Pauline Murray, ob sie als Sängerin in seine Band einsteigen wolle. Murray, durch den Besuch mehrerer Sex-Pistols-Konzerte seit Mai 1976 inspiriert, sagte zu, sodass eine der ersten nordenglischen Punkbands entstand. Bis zum Jahresende 1976 stellte man ein eigenes Set auf die Beine, wobei Chaplin die Songs komponierte und Murray für die Texte und die Gesangsmelodien verantwortlich war.
Das erste Konzert fand am 14. Januar 1977 als Vorgruppe für Slaughter and the Dogs im Rock Garden in Middlesbrough statt, zu diesem Zeitpunkt nannte sich die Band noch The Points, der Name wurde aber bald in Penetration geändert. Nach drei weiteren Auftritten stieg der Bassist aus und wurde durch den 19-jährigen Druckerlehrling Robert Blamire ersetzt.
Penetration nahmen im örtlichen Jugendzentrum mit einem Kassettenrekorder fünf ihrer Songs auf und schickten das Tape an Musikjournalisten und Konzertveranstalter in London, sodass für den 9. April 1977 ein Auftritt im prestigeträchtigen Londoner Punkclub The Roxy vereinbart werden konnte. Zwei Wochen vorher verließ zwar Schlagzeuger Steve Jacobs die Band, man fand aber mit dem 15-jährigen Schulabgänger Gary Smallman schnell Ersatz. Das Konzert als Vorgruppe von Generation X fand wie geplant statt und führte zu positiven Berichten in der britischen Musikpresse.
Ende Juni 1977 machten Penetration mit Produzent Mike Howlett Probeaufnahmen für Virgin Records im Virtual Earth Studio in Camden, in zwei Tagen wurden sieben Songs aufgenommen und abgemischt (Don't Dictate / Money talks / Firing Squad / Never Never / V.I.P. / Duty Free Technology / Silent Community).
Auch das britische Fernsehen begann Interesse zu zeigen, am 10. Juli 1977 wurden Teile eines Konzertes in Manchester für ein Punk-Special der Diskussionssendung Brass Tacks auf BBC2 aufgezeichnet, dann am 14. August 1977 Teile eines Konzertes (wiederum in Manchester) für Tony Wilsons Musiksendung So It Goes auf dem Regionalsender Granada Television.
Ende September 1977 unterschrieben Penetration in London einen 5-Jahres-Vertrag mit der professionellen Managementfirma Quarry Productions Ltd., die sich unter anderem um die Geschäfte von Künstlern wie Status Quo und Rory Gallagher kümmerte, ein Schritt, der besonders Gary Chaplin Unbehagen bereitete.
Ebenfalls Ende September 1977 vereinbarten Penetration mit Virgin Records die Veröffentlichung einer einzelnen Single. Für die A-Seite wurde am 3. Oktober 1977 mit Produzent Mike Howlett der Song "Don't Dictate" in den Pebble Beach Studios in Worthing neu aufgenommen, für die B-Seite "Money Talks" vom Virtual Earth-Demo ausgewählt. Die Single erschien am 11. November 1977 und wurde in der Musikpresse einhellig positiv besprochen, schaffte es aber nicht in die britischen Charts.
Bis Weihnachten 1977 gingen Penetration auf England-Tour und begaben sich im Januar 1978 erneut ins Studio, um drei neue Songs (Race Against Time / In The Future / Free Money) aufzunehmen und Virgin Records zu überzeugen, eine zweite Single zu veröffentlichen. Die neuen Songs fielen im Vergleich zum bisherigen Material deutlich ruhiger und melodischer aus.
Als das Management die Band Anfang Februar 1978 für ein paar desaströse Konzerte mit der französischen Band The Lous nach Italien schickte, kam es zum Bruch. Gary Chaplin verließ Penetration, da er mit dem Management nicht einverstanden war und den Eindruck hatte, die Band habe nichts mehr zu sagen.
Chaplin bildete 1979 eine neue Band namens Iron Curtain und veröffentlichte im Juni 1980 unter einem neuen Bandnamen Rhythm Clicks eine Single ("Short Time") auf dem kleinen Independentlabel Red Rhino Records. Er arbeitet heute in der Stadtverwaltung von Sedgefield. 2003 meldete er sich mit einem instrumentalen Dark-Ambient-Soloalbum ("MN001") zurück.

### Mainstreamerfolg und Kollaps (1978–79)
Der Ausstieg des Bandgründers und bisherigen Hauptsongwriters Mitte Februar 1978 stellte für den Rest der Band kein großes Problem dar. Mit dem 20-jährigen Gitarristen Neale Floyd, einem Fan aus dem kleinen Nachbardorf Binchester, wurde nach wenigen Tagen Ersatz gefunden, und Penetration gingen direkt wieder bis Ende März 1978 auf England-Tour.
Im April 1978 vereinbarten Penetration mit Virgin Records die Veröffentlichung einer zweiten Single sowie die Option auf ein komplettes Studioalbum, falls sich die Single ausreichend verkaufte. Die beiden Chaplin-Kompositionen "Firing Squad" und "Never Never" wurden mit Produzent Mike Howlett neu aufgenommen und am 23. Mai 1978 veröffentlicht. Wieder war die Reaktion der Musikpresse einhellig positiv, aber die Single schaffte es gerade auf Platz 100 in den britischen Charts und die Plattenfirma wartete noch ab.
Von Mai bis Juni 1978 gingen Penetration mit den Buzzcocks auf Tour, und nach einem völlig ausverkauften Konzert im Londoner Marquee Club am 21. Juni 1978 nahmen Virgin Records die Gruppe endgültig unter Vertrag.
Auf Betreiben von Plattenfirma und Management wurde ein zweiter Gitarrist in die Band aufgenommen, der 20-jährige versierte Jazzrockmusiker Fred Purser aus der Nachbarstadt Newton Aycliffe, der am 3. Juli 1978 in Cheltenham seinen ersten Auftritt mit Penetration hatte. Purser wurde zwar wegen seines un-punkigen Äußeren vom Publikum wenig herzlich aufgenommen, ergänzte sich aber anfangs sehr gut mit dem anderen Gitarristen Neale Floyd.
Am 5. Juli 1978 nahm das neue Line-up eine John Peel Session auf (Future daze / Vision / Stone Heroes / Movement), die am 10. Juli 1978 auf BBC Radio 1 gesendet wurde.
Das erste Studioalbum "Moving Targets" wurde von Juli bis August 1978 in den Matrix Studios in Camden  und im Manor Studio nördlich von Oxford mit den Produzenten Mike Howlett und Mick Glossop aufgenommen. Nach Ende der Sessions folgte am 25. August 1978 ein Auftritt beim Reading Festival, Teile davon wurden für die Musiksendung The Old Grey Whistle Test auf BBC2 aufgezeichnet.
Am 6. Oktober 1978 erschien eine neue Single ("Life's A Gamble" / "V.I.P.") als Vorgeschmack auf das Album.
Am 13. Oktober 1978 wurde das Album "Moving Targets" veröffentlicht und kam bis auf Platz 15 in den britischen Album-Charts. Die erste Auflage von 15.000 Stück wurde in fluoreszierendem Vinyl herausgebracht, leider auf Kosten der Klangqualität. Gitarrist Neale Floyd war darüber so erbost, dass er die Käufer in einem offenen Brief im Sounds-Magazin (9. Dezember 1978) aufforderte, die Platten gegen herkömmliche Pressungen umzutauschen.
Von Oktober bis Dezember 1978 gingen Penetration auf Tour in Großbritannien und Europa, Mitte Dezember 1978 fand auch ein Auftritt in einer deutschen Musiksendung statt.
Ende Februar 1979 begannen Penetration im Wessex Studio in Highbury mit Mike Howlett und Mick Glossop mit der Arbeit an ihrer dritten Single ("Danger Signs"), die beiden Produzenten mischten sich aber zu sehr in das Arrangement des Songs ein, sodass die Band die fertige Version des Stückes ablehnte.
Die Aufnahme einer zweiten John Peel Session am 28. Februar 1979 (Danger Signs / Coming Up For Air / Last Saving Grace) kam der Band gerade recht, man ließ sich von der BBC eine Testpressung der selbst arrangierten Version von "Danger Signs" anfertigen und überzeugte damit die Plattenfirma, dass der Song im März 1979 neu aufgenommen wurde. Die Single erschien am 20. April 1979 und kam nicht in die Charts.
Von April bis Mai 1979 gingen Penetration in Großbritannien auf Tour, danach folgte bis Ende Juni 1979 eine USA-Tour mit 34 Auftritten in meist kleinen Clubs und Kneipen.
Ende Juni 1979 kehrte die Band völlig ausgelaugt nach England zurück, gab am 27. Juni 1979 im Londoner Paris Theatre ein Radiokonzert für BBC Radio 1 und wurde von der Plattenfirma direkt ins Studio geschickt, um ein zweites Studioalbum aufzunehmen. Das Management teilte der Band außerdem mit, dass zum Jahreswechsel 1979/80 eine weitere USA-Tour geplant war, diesmal für ganze drei Monate.
Das zweite Studioalbum "Coming Up For Air" wurde von Juni bis Juli 1979 in den Phonogram Studios in Westminster und im Ridge Farm Studio in Dorking mit dem neuen Produzenten Steve Lillywhite  aufgenommen. Die Band hatte im Grunde nicht genug Material und musste neue Songs während der Aufnahmen komponieren. Zudem hatten sich die beiden Gitarristen zerstritten und redeten praktisch nicht mehr miteinander, was die Arbeit zusätzlich erschwerte.
Am 17. August 1979 wurden zwei Songs des neuen Albums ("Come Into The Open" / "Lifeline") als Single veröffentlicht, die es auf Platz 63 in den britischen Charts schaffte.
Am 14. September 1979 wurde das zweite Album "Coming Up For Air" veröffentlicht und kam bis auf Platz 36 in den britischen Album-Charts.
Einen Tag vor Beginn einer fünfwöchigen Großbritannien-Tour kam es in der Band zum endgültigen Bruch, als Gitarrist Neale Floyd mitteilte, dass er nach Tourende Penetration verlassen werde. Floyd war der Ansicht, dass die Musik durch zu langwierige und aufwändige Aufnahmeprozeduren in großen und teuren Tonstudios zu gefälligem Mainstreamrock weichgespült worden war und die Band sich insgesamt zu sehr von ihren Punkursprüngen entfernt hatte. Auch Fred Purser, der sich in der Band von Anfang an als Außenseiter gefühlt hatte, entschloss sich nach Tourende auszusteigen.
Die Tour begann wie geplant am 25. September 1979, das Konzert in heimatlichen Newcastle am 14. Oktober wurde von Virgin Records mitgeschnitten. Pauline Murray teilte auf der Bühne dem überraschten Publikum die Entscheidung mit, die Band in ihrer jetzigen Besetzung aufzulösen. Offiziell wurde der Split in der Musikpresse am 20. Oktober veröffentlicht.
Am 15. Oktober 1979 wurde in der Mike Read Show auf BBC Radio 1 eine weitere vorab aufgenommene Studiosession (Shout Above The Noise / Lifeline / On Reflection / Last Saving Grace) gesendet.
Das letzte Penetration-Konzert fand am 5. November 1979 in den Nashville Rooms in West Kensington statt. Zum Abschied veröffentlichte die Band im Januar 1980 posthum das Compilation-Album "Race Against Time", das die Demoaufnahmen vom Juni 1977 und vom Januar 1978 sowie die abgelehnte erste Version von "Danger Signs" sowie einige Livestücke enthielt.
Pauline Murray und Robert Blamire veröffentlichten zusammen in den 80er Jahren einige Platten, heirateten 1992 und haben zwei Kinder. Murray betreibt seit 1990 in Newcastle einen Proberaumkomplex mit Tonstudio (Polestar Studios).
Neale Floyd wohnt und arbeitet in Darlington.
Fred Purser blieb als Sessiongitarrist im Musikgeschäft und besitzt seit 1989 ein Tonstudio in Newcastle (Trinity Heights Recording Studio).
Gary Smallman lebt in Ferryhill und ist als Handwerker selbständig.

### Wiedervereinigung (seit 2001)
Ende 2001 beschlossen Murray, Blamire und Smallman die Band mit zwei neuen Gitarristen wiederaufleben zu lassen und spielten im Dezember 2001 ihr erstes Konzert seit 22 Jahren.
Penetration treten seitdem regelmäßig in Großbritannien auf und komponieren neues Material, 2006 verließ Smallman jedoch die Band.
Am 17. November 2008 wurde nach 29 Jahren wieder eine neue Penetration-Single ("Our World" / "Sea Song") auf dem kleinen Independent-Label Damaged Goods Records veröffentlicht. Die Downloadversion der Single enthielt einen zusätzlichen Livesong "Movement".
Am 18. September 2009 wurde in der Cerys Matthews Show auf BBC 6 Music eine neue Radiosession (Sea song / Come into the open) ausgestrahlt.
Am 15. März 2010 folgte eine weitere neue Single ("The Feeling" / "Guilty") auf Damaged Goods Records, die beiden Songs waren 2008 während der Aufnahmen zu "Our World" entstanden. Die Download-Version der Single enthielt einen zusätzlichen Livesong "Come Into The Open".
Die Band kündigte weitere Singleveröffentlichungen sowie ein neues Studioalbum für das Jahr 2010 an.
Das neue Studioalbum "Resolution" erschien 2015.

## Diskografie

### Studioalben
- Moving Targets (Virgin Records, Oktober 1978)
- Coming Up For Air (Virgin Records, September 1979)
- Resolution (Polestar, Oktober 2015)

### Singles
- Don't Dictate / Money talks (Virgin Records, November 1977)
- Firing Squad / Never Never (Virgin Records, Mai 1978)
- Life's A Gamble / V.I.P. (Virgin Records, Oktober 1978)
- Danger Signs / Stone Heroes (live); Vision (live) (Virgin Records, April 1979)
- Come Into The Open / Lifeline (Virgin Records, September 1979)
- Our World / Sea Song (Damaged Goods Records, November 2008)
- The Feeling / Guilty (Damaged Goods Records, März 2010)

### DVD
- Penetration Re-Animated (live in Newcastle 15. Dezember 2002) (Polestar Productions, Februar 2006)